# Stade Olympique de l'Emyrne Antananarivo
Lo Stade Olympique de l'Emyrne Antananarivo (abbreviato come SO Emyrne o SO de l'Emyrne) era un club sportivo malgascio con sede ad Antananarivo. Il club ha vinto la THB Champions League nel 2001 ed è arrivato secondo nella Coppa del Madagascar nel 2003.
In una partita contro l'AS Adema il club segnò intenzionalmente 149 autogol per protestare contro una decisione arbitrale. Fu la più grande sconfitta nella storia del calcio.

## Palmarès
- THB Champions League: 1

2001